# NHK柿崎岩手テレビ中継局
NHK柿崎岩手テレビ中継局（エヌエイチケイかきざきいわてテレビちゅうけいきょく）は、新潟県上越市（旧柿崎町）に設置されているNHK新潟放送局のテレビ中継局。地上アナログ放送の中継局が設置されていたが、地上デジタル放送は非該当のため、2011年7月24日の地上アナログ放送終了をもって廃止された。地上デジタル放送は、高田（上越）局などから受信することとなる。

## 所在地
- 上越市柿崎区高畑（城山）

## NHK中継局概要
| 放送局名          | チャンネル | 空中線電力        | ERP                 | 放送対象地域 | 放送区域内世帯数 |
| NHK新潟教育テレビ | 46ch       | 映像10W /音声2.5W | 映像12.5W /音声3.1W | 全国放送     | 約-世帯          |
| NHK新潟総合テレビ | 48ch       | 映像10W /音声2.5W | 映像12.5W /音声3.1W | 新潟県       | 約-世帯          |

## 放送エリアなど
- 高田局、からの電波が届きにくい旧柿崎町周辺をカバーしている。なお、在新潟民放局は当地に中継局を置いておらず、周辺局を受信している。